# Fool's Paradise (2023)
Fool's Paradise (prt: O Paraíso dos Tontos) é um filme de comédia estadunidense de 2023 roteirizado e dirigido por Charlie Day em sua estreia na direção. O filme é estrelado por Day, Ken Jeong, Kate Beckinsale, Adrien Brody, Jason Sudeikis, Edie Falco, Jason Bateman, Common, Ray Liotta e John Malkovich.

## Sinopse
Um publicitário azarado tem sua chance de sorte quando descobre que um homem mudo que saiu recentemente de uma instituição de saúde mental parece ser um ator metódico que se recusa a sair de seu trailer.

## Elenco
- Charlie Day como Latte Pronto
- Ken Jeong como Lenny, publicitário
- Kate Beckinsale como Christiana Dior
- Adrien Brody como Chad Luxt
- Jason Sudeikis como Lex Tanner
- Ray Liotta como produtor
- Steve Coulter como Tony London
- Jason Bateman[4] como técnico de efeitos especiais
- Edie Falco como agente
- Mary Elizabeth Ellis como mulher de maquiagem #1
- Drew Droege como estilista masculino
- Artemis Pebdani como mulher de maquiagem #2
- Jimmi Simpson[4] como apresentador do show
- Lance Barber como Sidekick
- Dean Norris como chefe do estúdio
- Glenn Howerton como gerente de negócios
- Common como dagger
- Jillian Bell como Shaman
- Katherine McNamara como Terry
- John Malkovich como Ed Cote
- Alanna Ubach como atriz pornô
- David Hornsby[5] como piloto
- Edy Ganem como filha

## Produção
Em setembro de 2018, a imprensa revelou que Charlie Day faria sua estreia como diretor, além de atuar e escrever o longa. No mês seguinte, Kate Beckinsale, Jason Sudeikis, Edie Falco, John Malkovich e Jillian Bell foram confirmados no elenco. As filmagens começaram em outubro, em Los Angeles, quando foram reveladas as participações de Ray Liotta, Ken Jeong, Adrien Brody, Travis Fimmel, Dean Norris e Edy Ganem. Katherine McNamara, Common, Mary Elizabeth Ellis e Glenn Howerton foram escalados em novembro de 2018.
A filmagem começou em outubro de 2018 em Los Angeles. Em fevereiro de 2022, Day revelou em uma entrevista que o filme passou por uma semana de refilmagens em dezembro de 2021 com Jeong, Brody, Beckinsale e Liotta depois que ela escreveu 27 páginas adicionais para o roteiro com base no conselho do diretor Guillermo del Toro, que também sugeriu que o título inicial do filme, El Tonto, fosse descartado. O filme teve posteriormente seu título alterado para Fool's Paradise.

## Lançamento
Fool's Paradise foi lançado nos cinemas em 12 de maio de 2023 pela Roadside Attractions nos Estados Unidos e no Canadá. A Lionsgate é responsável pela distribuição de mídia doméstica.

## Recepção

### Resposta da crítica
No site agregador de críticas Rotten Tomatoes, 18% das 44 resenhas dos críticos são positivas, com uma classificação média de 4,3/10. O consenso do site diz: "Fool's Paradise sugere que Charlie Day possa ter um futuro brilhante como diretor, mas ele precisará encontrar roteiros mais inteligentes e consistentemente engraçados." O Metacritic, que usa uma média ponderada, atribuiu ao filme uma pontuação de 27 em 100, baseado em 9 críticos, indicando críticas "geralmente desfavoráveis".